# Minos
Minos (gr. Μίνως Mínōs, łac. Minos) – w mitologii greckiej król i prawodawca Krety, sędzia zmarłych w Hadesie, heros.
Uchodził za syna Zeusa i Europy oraz za męża Pazyfae. Był bratem Radamantysa i Sarpedona, a także ojcem Ariadny, Androgeosa, Glaukosa, Deukaliona, Fedry, Akalle i Katreusa.
Według podań był potężnym i zdolnym władcą, który sprawił, że Kreta niepodzielnie panowała w tej części Morza Śródziemnego. Miał ukrócić piractwo i doprowadzić do rozkwitu handlu między państwami greckimi. Był znany ze sprawiedliwości, wobec czego po śmierci został jednym z trzech sędziów w Hadesie – obok Ajakosa i swojego brata Radamantysa. Nie jest do końca zbadane, czy Minos to imię, czy też wyraz ten oznaczał na Krecie słowo król. Od Minosa pochodzi pojęcie kultury minojskiej.
Jego matka pochodziła z Fenicji, zakochał się w niej bóg Zeus i miał z nią trzech synów: Minosa, Radamantysa i Sarpedona. Wszystkich trzech chłopców adoptował mąż Europy, Asterion (Asterios), król Krety. Po śmierci Minos został sędzią w Hadesie.

## Obecność w sztuce i nauce
Król Minos pojawia się w drugim piekielnym kręgu Boskiej komedii Dantego. Funkcja Minosa w piekle jest identyczna, jak ta znana z mitologii. W kręgu, gdzie przebywają ci, którzy urodzili się przed Chrystusem, Minos zsyła grzeszników do niższych kręgów piekła.
Jego postać pojawia się także w grze na podstawie poematu Dantego pt. Dante’s Inferno. Minos osądza grzeszników, tylko ich wąchając.